# Netelia semirufa
Netelia semirufa är en stekelart som först beskrevs av Holmgren 1868.  Netelia semirufa ingår i släktet Netelia och familjen brokparasitsteklar. Inga underarter finns listade i Catalogue of Life.